# Aktionsprogramm Insektenschutz

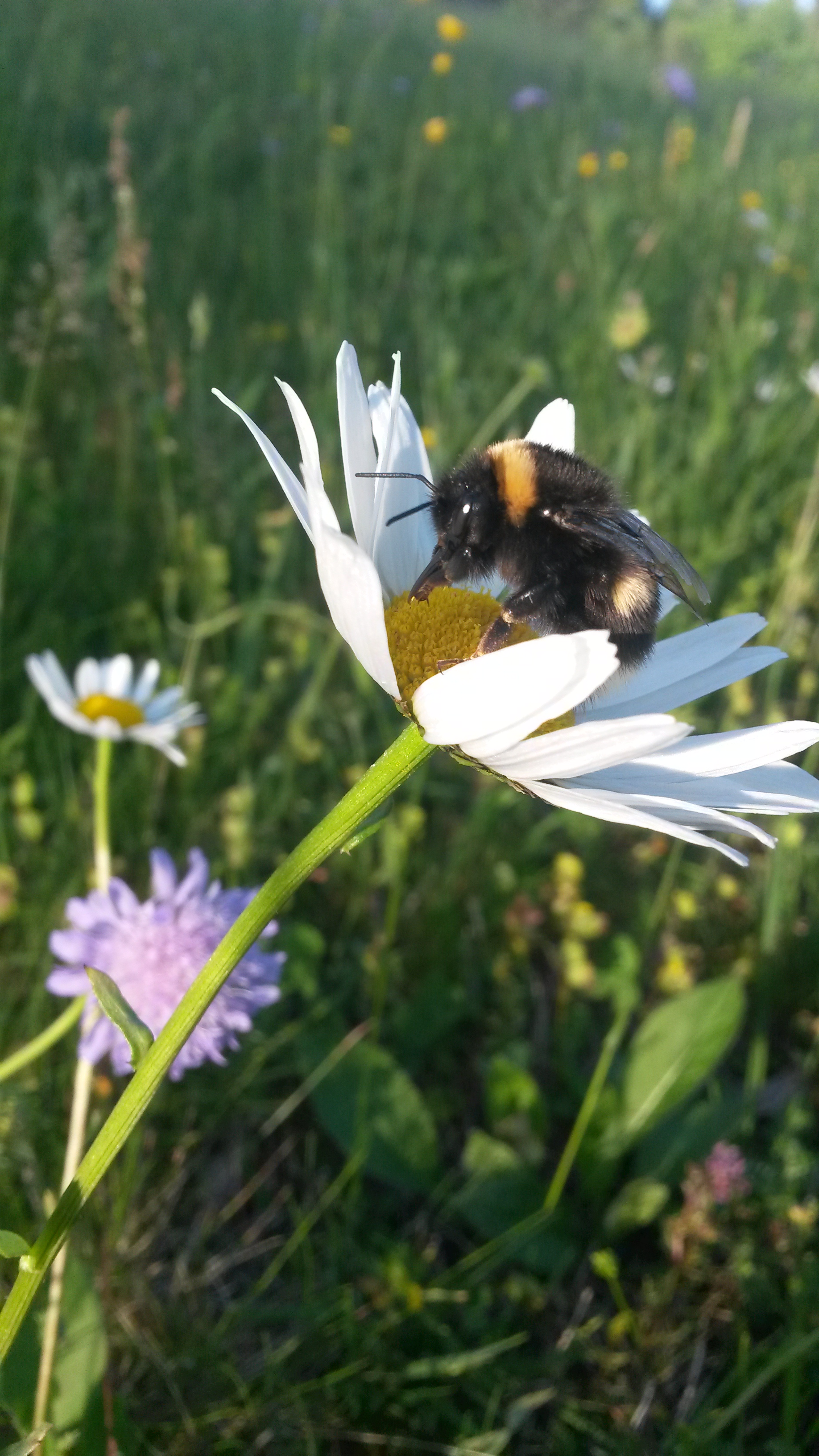
Dunkle Erdhummel auf Magerwiesen-Margerite einer Magerweide im Schwarzwald. Magerweiden sind teils sehr artenreich, werden im Aktionsprogramm Insektenschutz aber trotz ihres Rückgangs nicht thematisiert.

Das Aktionsprogramm Insektenschutz der Bundesregierung ist in der Regierung CDU/SPD im September 2019 vom Kabinett beschlossen worden. Es ist eine Reaktion auf den gesellschaftlichen und politischen Diskurs über das (auch) in Deutschland festgestellte Insektensterben und soll dieses wirksam bekämpfen. Das Aktionsprogramm Insektenschutz ist ein Programm des Bundes, die Bundesländer haben (in Ergänzung) landeseigene Programme beschlossen.

## Hintergrund
Der dramatische Arten- und Insektenschwund ist seit vielen Jahren bekannt. Die Bundesregierung reagierte auf den Artenverlust mit der Unterzeichnung der Convention on Biodiversity und der in Folge dieser internationalen Verpflichtung 2007 veröffentlichten Nationalen Strategie zur biologischen Vielfalt. Trotz der politischen Absichtserklärungen verschlechterte sich der Zustand der Biodiversität auf allen Raumskalen auf dem Gebiet der Bundesregierung weiterhin nachweislich. In Reaktion auf die sogenannte Krefeld-Studie, die in einigen Schutzgebieten Deutschland einen Biomasseverlust flugfähiger Insektenarten um etwa 75 % feststellte, entwickelte sich ein gesellschaftlicher Diskurs um das so bezeichnete Insektensterben. Aus diesem Diskurs und dem öffentlichen Druck entwickelte zunächst das Bundesministerium für Umwelt, Naturschutz und nukleare Sicherheit eine Diskussionsvorlage für ein Maßnahmenkatalog des Bundes, den die Bundesbürger dann online kommentieren konnten. Danach folgte eine Abstimmung mit dem Bundesministerium für Ernährung und Landwirtschaft, woraufhin das Bundeskabinett das Aktionsprogramm Insektenschutz im September 2019 beschloss.

## Vorgesehene Maßnahmen
Das Aktionsprogramm gliedert sich in neun Handlungsbereiche, in denen 46 Einzelmaßnahmen eingegliedert sind. Die Handlungsbereiche sind:
1. Insektenlebensräume und Strukturvielfalt in der Agrarlandschaft fördern
2. Lebensräume für Insekten in anderen Landschaftsbereichen wiederherstellen und vernetzen
3. Schutzgebiete als Lebensräume für Insekten stärken
4. Anwendung von Pestiziden mindern
5. Einträge von Nähr- und Schadstoffen in Böden und Gewässer reduzieren
6. Lichtverschmutzung reduzieren
7. Forschung vertiefen – Wissen vermehren – Lücken schließen
8. Finanzierung verbessern – Anreize schaffen
9. Engagement der Gesellschaft befördern[1]

Im föderalistischen Deutschland, in dem der Naturschutz weitestgehend der Zustimmung (im Bundesrat) bzw. der Ausgestaltung auf Landesebene bedarf, ist die Durchsetzungsfähigkeit des Bundes im Biodiversitätsschutz begrenzt. Das Aktionsprogramm sieht ein Artikelgesetz vor. Für den Insektenschutz sind (zusätzliche) Bundesmittel in Höhe von 100 Millionen Euro jährlich vorgesehen. Etwa 40 % der geplanten Maßnahmen zielen auf eine bessere Informationslage und die Generierung von Wissen durch neue Forschung oder Bildungsangebote. 21 % der Maßnahmen des Aktionsprogramms Insektenschutz sehen ordnungsrechtliche Anpassungen vor. Dazu gehört auch eine Novellierung der Düngeverordnung. Weitere 23 % der Maßnahmen widmen sich förderrechtlichen Anpassungen wie dem Vertragsnaturschutz im Wald. Weitere politische Instrumente beziehen sich auf das Planungsrecht und Selbstverpflichtungen für Bundesliegenschaften, deren Bewirtschaftung zukünftig stärker auf die Anforderungen des Insektenschutzes ausgerichtet werden sollen.
Im Fokus des Aktionsprogramm Insektenschutzes ist die Landwirtschaft, die als Hauptverursacher des Insektensterbens identifiziert wurde. Die Aufwertung urbaner Ökosysteme ist ein weiterer Fokus des Aktionsprogramms Insektenschutz, dem, bemessen an deren Anzahl, Maßnahmen zum Management von Schutzgebieten folgen. Das Aktionsprogramm geht auch auf die zukünftige Verwendung von Pestiziden ein. Beispielsweise wurde der Glyphosat-Ausstieg auf 2023 terminiert.
Am 10. Februar 2021 hat die Bundesregierung den Entwurf eines Dritten Gesetzes zur Änderung des Bundesnaturschutzgesetzes vorgelegt und der parallel vom Bundeslandwirtschaftsministerium eingebrachten Änderung der Pflanzenschutz-Anwendungsverordnung zugestimmt (sog.  Insektenschutzpaket). Gem. § 9 des Verordnungsentwurfs soll der Wirkstoff Glyphosat mit Wirkung vom 1. Januar 2024 in die Liste der Pflanzenschutzmittel  aufgenommen werden, deren Anwendung vollständig verboten ist.

## Kritik
Nach einer wissenschaftlichen Untersuchung behandelt das Aktionsprogramm Insektenschutz der Bundesregierung das Insektensterben eher als ein nationales Problemfeld, das isoliert von weiteren globalen Herausforderungen angegangen wird, obgleich letztere die Insektenbiozönosen maßgeblich beeinflussen (v. a. der Klimawandel). Etwa die Hälfte der 46 Maßnahmen des Aktionsprogramms Insektenschutz ist einer naturschutzfachlichen Bewertung aufgrund ungenauer Formulierungen und nicht überprüfbarer Querbezüge zu anderen Bundesprogrammen nicht zugänglich. Positiv vermerkt wird in der erwähnten Studie, dass u. a. der Glyphosat-Ausstieg fixiert wird. Problematisch sei wiederum, dass die wirtschaftliche Ordnung, die eine industrialisierte Land- und Forstwirtschaft als Haupttreiber des Insektensterbens bedingt, aber nicht in Frage gestellt wird. Somit sei das Aktionsprogramm eher eine Symptombekämpfung in einem grundsätzlich nicht-nachhaltigen Umgang mit natürlichen Ressourcen. Die Autoren Nicolas Schoof, Rainer Luick und Niko Paech kritisieren außerdem, dass das Aktionsprogramm stark auf urbane Lebensräume fokussiert, während Lebensräume, die im Sinne des Insektenschutzes bedeutsamer sind, nicht direkt angesprochen werden (z. B. Moore, Heiden, Magerweiden). Kritisiert wird ferner auch, dass die Bundesregierung ein Viertel aller vorgesehenen Mittel für ein erweitertes, bundesweites Insektenmonitoring verausgaben will: Der Bund habe es versäumt zu erklären, warum die schon seit langem vorliegenden Messergebnisse zum (ungünstigen) Zustand der Biodiversität nicht schon längst zu adäquaten politischen Handlungen führten und warum dies mit dem angedachten neuen Monitoring anders verlaufen solle. Den im Aktionsprogramm Insektenschutz zusätzlich versprochenen Bundesmitteln in Höhe von 100 Millionen Euro stehe weiterhin ein wesentlich höherer Betrag an umweltschädlichen Subventionen gegenüber. Diese betrugen im Jahr 2016 etwa 57 Milliarden Euro. Die Autoren kommen daher zu dem Schluss, dass auf nationaler Ebene ein Programm fehlt, dass die notwendige Transformation hin zu einer nachhaltigen Landnutzung einleitet und die Wirksamkeit des Aktionsprogramms eher begrenzt bleiben wird.
Von Seiten der Nicht-Regierungsorganisationen wurde das Aktionsprogramm Insektenschutz eher negativ, weil in der Maßnahmenbeschreibung zu unpräzise und zu wenig ambitioniert, bewertet. Auch wesentliche Akteure der Landwirtschaft sind mit dem Aktionsprogramm Insektenschutz unzufrieden. Ihnen geht das Aktionsprogramm allerdings zu weit und beachte die Interessen der Landwirtschaft zu wenig. Kritisiert wird, dass für das Aktionsprogramm zu wenig Ursachenforschung betrieben worden wäre.